# Sonny Rollins at Music Inn/Teddy Edwards at Falcon's Lair
| Recensione | Giudizio |
| ---------- | -------- |
| AllMusic   |          |

Sonny Rollins at Music Inn/Teddy Edwards at Falcon's Lair è un album split Live dei sassofonisti jazz statunitensi Sonny Rollins e Teddy Edwards, pubblicato dalla MetroJazz Records nel gennaio del 1960.

## Tracce
LP (1960, MetroJazz Records, E1011/SE1011)
Lato A
1. Doxy (Sonny Rollins Quartet) – 8:17 (musica: Sonny Rollins) – Registrato dal vivo al "Music Inn" di Lenox, Massachusetts, il 3 agosto 1958
2. Limehouse Blues (Sonny Rollins Trio) – 6:35 (testo: Douglas Furber – musica: Philip Braham) – Registrato dal vivo al "Music Inn" di Lenox, Massachusetts, il 3 agosto 1958
3. I'll Follow My Secret Heart (Sonny Rollins Trio) – 4:58 (Noël Coward) – Registrato dal vivo al "Music Inn" di Lenox, Massachusetts, il 3 agosto 1958

Lato B
1. You Are Too Beautiful (Sonny Rollins Quartet) – 6:08 (testo: Lorenz Hart – musica: Richard Rodgers) – Registrato dal vivo al "Music Inn" di Lenox, Massachusetts, il 3 agosto 1958
2. Billie's Bounce (Teddy Edwards Quartet) – 6:38 (musica: Charlie Parker) – Registrato dal vivo al "Falcon's Lair" di Beverly Hills, California, nel (probabilmente) 1958
3. A Foggy Day (Teddy Edwards Quartet) – 7:46 (testo: Ira Gershwin – musica: George Gershwin) – Registrato dal vivo al "Falcon's Lair" di Beverly Hills, California, nel (probabilmente) 1958

## Musicisti
- Sonny Rollins – sassofono tenore (A1, A2, A3 e B1)
- John Lewis – pianoforte (A1 e B1)
- Percy Heath – contrabbasso (A1, A2, A3 e B1)
- Connie Kay – batteria (A1, A2, A3 e B1) [4]
- Teddy Edwards – sassofono tenore (B2 e B3)
- Joe Castro – pianoforte (B2 e B3)
- Leroy Vinnegar – contrabbasso (B2 e B3)
- Billy Higgins – batteria (B2 e B3) [5]

### Produzione
- Leonard Feather – produzione, note retrocopertina album originale
- Registrazioni effettuate dal vivo al "Music Inn" di Lenox, Massachusetts il 3 agosto 1958 e al "Falcon's Lair" di Beverly Hills, California, (probabilmente) nel 1958
- "Martin" (Jerome Martin) – illustrazione copertina album originale [6]